# Chuyến bay 301 của Japan Air Lines
Vụ tai nạn Chuyến bay 301 của Japan Air Lines là một vụ tai nạn liên quan đến chiếc Martin 2-0-2 của hãng hàng không Nhật Bản Japan Air Lines trên núi Mihara, Izu Ōshima, Nhật Bản vào ngày 9 tháng 4 năm 1952, giết chết tất cả 37 người trên máy bay.

## Máy bay
Chiếc Martin 2-0-2 bị nạn, số đăng ký N93043 (msn 9164) và được đặt tên là Mokusei (Jupiter), được chế tạo vào năm 1947 và được Japan Airlines sử dụng trong chuyến bay cuối cùng sau khi được cho thuê từ Northwest Airlines.

## Tai nạn
Chuyến bay 301 của Japan Air Lines cất cánh từ Sân bay Tokyo-Haneda ở Tokyo, Nhật Bản vào sáng ngày 9 tháng 4 năm 1952 trên chuyến bay theo lịch trình đến Sân bay Fukuoka ở Fukuoka, Nhật Bản với điểm dừng chân ở Osaka, Nhật Bản, mang theo 4 phi hành đoàn và 33 hành khách. Trong khi chuyến bay 301 đang bay cách Tokyo khoảng 62 dặm (100 km) về phía Nam trong điều kiện thời tiết khắc nghiệt, máy bay đã đâm vào sườn núi Mihara trên đảo Izu Ōshima lúc 8 giờ 07 phút sáng. Mảnh vỡ của chiếc máy bay được phát hiện vài giờ sau vụ tai nạn, cho thấy không ai trong số 37 người trên chuyến bay sống sót sau vụ tai nạn.

## Hậu quả

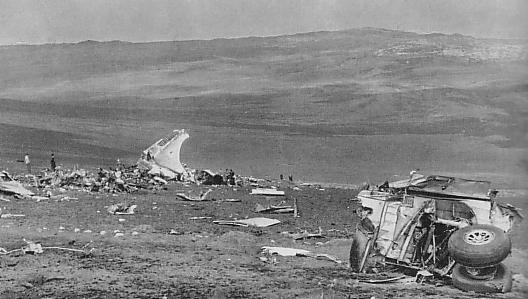
Một số mảnh vỡ của chiếc Martin 2-0-2

Máy bay đã bị phá hủy trong vụ tai nạn, trong khi tất cả 37 người trên chuyến bay đều thiệt mạng. Một cuộc điều tra về vụ tai nạn của ủy ban điều tra tai nạn máy bay của chính phủ Nhật Bản đã bị chính quyền chiếm đóng cản trở do họ từ chối cung cấp đoạn băng ghi âm cuộc trò chuyện giữa ATC tại Sân bay Haneda và Chuyến bay 301. Bên cạnh đó, chuyến bay 301 không được trang bị với CVR hoặc FDR, không thể xác định nguyên nhân chính xác của sự cố. Ủy ban đề xuất rằng bằng chứng duy nhất mà họ có là máy bay đã đi chệch hướng so với hành trình ban đầu, gợi ý rằng nguyên nhân của vụ tai nạn là do lỗi điều hướng của các phi công trên chuyến bay 301.